# 廣州公車南G1路
广州公交南沙G1路和广州公交南沙G1路短線是由广州公交集团南沙巴士有限公司运营的两条公交路线。

## 南沙G1路
南沙G1路的前身为2011年4月1日开通的南沙23路，开通当时只在法定节假日开行，采用大站快线运行模式，停靠蕉门地铁站、珠江街站、新垦站、百万葵园站、南沙湿地公园站和十九涌站，发班密度为30分钟/班，使用车辆由其他线路抽调，无固定配车。
2017年12月28日起，配合凤凰一、二、三桥的全线贯通，南沙23路优化提升为公共汽车干线，变更路号为南沙G1路，重点强化蕉门河中心区与南部重要发展区、旅游景区的快速公交联系；优化后的线路北起蕉门公交总站，经凤凰一、二、三桥和灵新大道，南至十九涌，发班密度为不大于20分钟/班。
2021年9月26日起，配合广州地铁18号线开通，南沙G1路增加停靠横沥地铁站和灵山岛站。
2022年6月6日起，南沙G1路增加行经南府路、丰泽西路和南江二路，相应增加停靠蕉门地铁（区政府）站、区政务服务中心站、蕉门村牌坊站、叠翠峰西门站、万科府前花园北门站、明珠农业公园站和广东医谷站。

## 南沙G1路短线
广州地铁18号线开通后，广州外国语学校的家长委员会向广州巴士集团南沙巴士公司反馈，希望开通学生专线往返广州外国语学校和横沥地铁站。
2021年9月30日，南沙G1路短線正式开通。南沙G1路短線从广州外国语学校出发，经鳳凰大道，抵达横沥地铁站，返程路线大致相同，方便广州外国语学校的学生安全便捷地往返家庭和学校。广州外国语学校的家长委员会将印有“幸福公交  心系学子  为民服务  情暖万家”的锦旗赠送给南沙巴士公司，感谢其开通南沙G1路短线。